# Dicranomyia (Peripheroptera) lichyella
Dicranomyia (Peripheroptera) lichyella is een tweevleugelige uit de familie steltmuggen (Limoniidae). De soort komt voor in het Neotropisch gebied.